# 製缶
製缶（せいかん）とは、缶を製造することである。タンク、水槽、橋梁、鉄骨、船舶、鋼板、形鋼などを加工する作業も製缶と呼ばれている。

## 缶の製造

### 日本の主な製缶メーカー
- 伸正工業
- 善光産業
- 安良田工業所
- マキノ製缶
- 第一林製作所
- 照栄製作所
- 中山金属工業
- 重弘製缶
- 東花堂製缶
- 東洋製罐
- 大和製罐
- 北海製罐
- 生野金属
- 日東製罐
- 佐野製罐
- 中部製罐
- 大日製罐
- 立川製鑵
- アルテミラ製缶
- リンカイ
- 日本製罐
- 本州製罐
- JFEコンテイナー

## 加工する作業
- タンク製缶
- 鋼板製水槽